# Julio Balerio
Julio César Balerio (* 19. April 1958 in Piriápolis; † 24. Juni 2013 in Montevideo) war ein uruguayisch-peruanischer Fußballspieler und -trainer.

## Werdegang

### Spielerkarriere

#### Verein
Der 1,87 Meter große gebürtige Uruguayer Julio Balerio, der 1996 auch die peruanische Staatsangehörigkeit annahm, begann seine fußballerische Laufbahn 1980 als Torwart bei Rentistas. Mit dem Verein konnte er zwei Aufstiege feiern. 1982 wechselte er zu Bella Vista. Für die Montevideaner lief er in zwei Spielzeiten auf. 1984 schloss er sich in Buenos Aires den Boca Juniors an. Dort absolvierte er bis einschließlich der Spielzeit 1985/86 38 Spiele. 1986 führte ihn sein Weg zum Racing Club. Mit dem Verein aus Avellaneda gewann er 1988 die Supercopa Sudamericana. Zudem lief er in Bolivien für Blooming auf. 1993 wechselte er nach Peru zu Deportivo Sipesa. Mit dem Verein erreichte er das Viertelfinale der Copa Conmebol. Ab 1994 war er dort bei Sporting Cristal aktiv. Bei Sporting Cristal gewann er in den Jahren 1994, 1995 und 1996 jeweils die peruanische Meisterschaft. Überdies wurde er mit den Peruanern 1997 Vizemeister der Copa Libertadores.

#### Nationalmannschaft
Balerio gehörte zudem der Nationalmannschaft Perus an. Für diese bestritt er die Qualifikation zur Fußball-Weltmeisterschaft 1998. Balerio absolvierte zwischen dem 2. Juni 1996 und dem 16. November 1997 insgesamt 17 Länderspiele, in denen er 15 Gegentore hinnehmen musste.

### Trainertätigkeit
Balerio kehrte nach seiner aktiven Karriere nach Uruguay zurück und trainierte dort Rentistas. 2008 wirkte er zudem als Trainer bei Juan Aurich in Peru. Nach einer starken Apertura 2009 räumte Balerio nach einer 1:4-Niederlage gegen Cerro am 8. Februar 2010 den Trainerstuhl beim Club Sportivo Cerrito.

### Erfolge
- 3 × Peruanischer Meister: 1994, 1995, 1996
- Supercopa Sudamericana: 1988

### Tod
Julio Balerio starb am 24. Juni 2013 in Montevideo im Alter von 55 Jahren aufgrund eines Herzstillstands.